# Бодрићи (јужнословенско племе)
Дунавски Бодрићи или Ободрити, били су јужнословенско племе које је живјело на простору средњег тока ријеке Дунав током 9. вијека.
Ајнхард користи термин Абодрити (лат. Abodriti) и додаје да они за себе користе назив Преденценти (лат. Praedenecenti). У Аналима франачког краљевства помиње се посјета чланова племена Преденценти двору цара Луја I 822. године у околини Франкфурта. Двије године касније они се поново јављају у Ахену на царском двору са жалбама на Бугаре и захтијевају војну помоћ. Племе је живјело у Дакији, у близини Дунава, на граници са Бугарском. Њихова судбина је непозната. Можда су укључени у бугарску државу као посљедица два франачка похода против кана Омуртага 827. и 829. године.
Баварски географ говори о другом дијелу племена, Остерабтезима, који су имали око 100 градова, док први дио племена назива Нортабтези. То је довело до тога да скоро сви историчари сматрају Остерабтезе и Абодрите истим племеном, док су их такође сматрали и јужном фракцијом племена Ободрити, које је живјело на простору данашње Пољске.